# Fusculina eucalypti
Fusculina eucalypti är en svampart som beskrevs av Crous & Summerell 2006. Fusculina eucalypti ingår i släktet Fusculina, ordningen Pleosporales, klassen Dothideomycetes, divisionen sporsäcksvampar och riket svampar.   Inga underarter finns listade i Catalogue of Life.